# Lenart v Slovenskih goricah
Lenart v Slovenskih goricah () je mesto z okoli 3.300 prebivalci in središče občine Lenart.
Kraj leži v osrednjem delu Slovenskih goric ob cesti Murska Sobota–Maribor. Razvil se je vrh nizkega slemena, ki se razpoteza v višini 240 do 270 mnm, med potokoma Globovnica in Velka, ki se tu izlivata v Pesnico. Tam stoji staro mestno jedro z osrednjim trgom trapezastega tlorisa, ki poteka v smeri severozahod–jugovzhod. Mesto ima priključek na avtocesto A5, ki pelje mimo. V Lenartu imajo sedež Upravna enota Lenart, Okrajno sodišče v Lenartu, Policijska postaja Lenart, izpostava Zavoda za zdravstveno zavarovanje Slovenije, Urad za delo Lenart, Center za socialno delo Lenart, izpostava Davčnega urada Maribor, notar, Območna obrtna zbornica Lenart, Kmetijska svetovalna služba Lenart, izpostava Javnega sklada za kulturne dejavnosti Republike Slovenije, dekanija in župnija. V Lenartu deluje zdravstveni dom, Matična knjižnica Lenart, dom starostnikov, lekarna, veterinarska bolnišnica, pošta in banka. Prav tako je tu sedež mnogih društev.

## Etimologija
Do leta 1918 se je kraj imenoval Sankt Leonhard in Windisch Büheln, torej Sveti Lenart v Slovenskih goricah. Od konca 1. svetovne vojne pa vse do leta 1952 se je naselje imenovalo Sveti Lenart v Slovenskih goricah. V Lenart je bilo preimenovano na osnovi "Zakona o imenovanju naselij in označevanju trgov, ulic in zgradb" iz leta 1948. Tako kot preimenovanje mnogih drugih krajev po Sloveniji v povojnem času je bilo tudi preimenovanje Svetega Lenarta v Slovenskih goricah del obsežne kampanje oblasti, da se iz toponimov slovenskih krajev odstranijo vsi religiozni elementi.

## Zgodovina
Zametki Svetega Lenarta segajo v bližnjo Radehovo, ki se omenja že leta 1115. Zaradi ugodnejše lege in izvira pitne vode pa so se ljudje kmalu raje naseljevali ob lenarški cerkvi. V starih listinah se ime Sveti Lenart prvič omenja leta 1196 v zvezi s cerkvijo (Sanctum Leonardum) kot posest grofov Spanheimov vendar se verjetno kraj pred letom 1404 še ni imenoval po cerkvenem patronu, ampak Hrastovec (Gutenhag). Pred cerkvijo sta sčasoma nastala tržni prostor in novo naselje lesenih hiš. Lenart, ki po svojem župnijskem patronu svetem Lenartu nosi tudi ime, je postal trg že pred letom 1332, trške pravice mu je leta 1447 potrdil knez Friderik IV. Trški sodnik se je sicer pojavil že leta 1332, izrecno pa je bil omenjen leta 1528. Trg je imel tedenski tržni dan in sedem živinskih sejmov, lasten rotovž zgrajen leta 1675 in pred trgom špital (ustanovljen leta 1625). Kraj je bil tudi močno protestantsko oporišče, znana je bila zlasti sekta skakačev. Razvoj trga Sveti Lenart so od 15. stoletja naprej zelo zavrli vpadi Turkov, kužne bolezni in številni požari. Trg je imel po popisu iz leta 1542 26 družin, leta 1754, 45 hiš in 10 koč, leta 1790 je imel 300 prebivalcev.
Zgodovina Svetega Lenarta je bila tesno povezana z bližnjim gradom Hrastovec, kateremu so vladale številne premožne rodbine, nazadnje zopet Herbersteini od leta 1909 pa vse do konca druge svetovne vojne. Zaradi požarov je večina najstarejših meščanskih hiš iz 19. stoletja. Pred začetkom 1. svetovne vojne je imel 637 prebivalcev. Leta 1918 je Lenart dobil prvo avtobusno povezavo z Mariborom, leta 1927 pa v Pirchovi usnjarni tudi manjšo elektrarno na parni pogon. Po letu 1970 se je kraj dokaj hitro industrializiral, saj so tu postavili več manjših kovinskih, tekstilnih, strojnih, lesnih in kemičnih tovarn. Glavno industrijsko območje je na severozahodu, ob glavni cesti proti Gornji Radgoni. Leta 2020 je Lenart dobil status mesta.

## Zanimivejše zgradbe
- cerkev svetega Lenarta
- Špital
- Rotovž

## Izobraževanje
Začetki šolstva v Svetem Lenartu segajo v leto 1759, ko je dokazana prva stalna namestitev učitelja v kraju. Prvi lenarški učitelj je bil Jožef Sekol. V mestu se danes nahajata vrtec in Osnovna šola Lenart. V Lenartu domuje tudi glasbena šola in Ljudska univerza Lenart.

## Mediji
V Svetem Lenartu imajo svoje sedeže časopis Ovtarjeve novice, radijska postaja Radio Slovenske gorice in televizijska postaja Televal.

## Šport
V Svetem Lenartu stoji več športnih objektov. Zraven osnovne šole stoji športna dvorana. V neposredni bližini Svetega Lenarta je športno-rekreacijski center Polena, del katerega je hipodrom, nogometno igrišče in igrišče za odbojko na mivki.  
V mestu delujejo: Nogometni klub Lenart, Košarkarski klub Ajdas Lenart in Kolesarski Klub TBP Lenart.

## Zanimivosti
- Leta 2008 je ultramaratonski kolesar Marko Baloh na Poleni postavil svetovni rekord v 24-urnem kronometru na odprti stezi.
- Lenart je tudi drugo ime za računalniški virus AntiCMOS, saj je bil prvič odkrit tukaj.

## Osebnosti, povezane z Lenartom
- Andrej Druzovič, duhovnik in narodni buditelj
- Ožbalt Ilaunig, sodnik in pisatelj
- Franc Kramberger, nekdanji mariborski nadškof in metropolit
- Avguštin Lah, partizan, geograf, profesor, politik in član SAZU
- Ferdinand Malič, akademski slikar
- Zoran Polič, pravnik, partizan in politik
- Dušan Samec, arhitekt in oblikovalec
- Leon Štukelj, telovadec, olimpionik in pravnik
- France Tiplič, zdravnik
- Lojze Ude mlajši, pravnik in publicist
- Žan Serčič, pevec in kitarist
- Aleksander Sandi Čolnik, medijska osebnost
- Vincenc Muhič, večletni župan Gradca
- Franc Breznik, politik

## Galerija
- Pogled na Sveti Lenart z juga
- Hiša na Ptujski cesti, v kateri je živel sodnik in pisatelj dr. Ožbalt Ilaunig
- Nekdanji silos
- Zgradba stare šole
- Župnišče